# Dudley Coutts Marjoribanks, 1.º Barão de Tweedmouth
Dudley Coutts Marjoribanks, 1º Barão de Tweedmouth (29 de Dezembro de 1820 – 4 de Março de 1894) foi um homem de negócios escocês e um político do Partido Liberal   chegando a tomar assento na Câmara dos Comuns entre 1853 e 1880, altura em que foi agraciado com o título de Barão de Tweedmouth. Lord Tweedmouth é também reconhecido por se ter distinguido como criador de cães, em particular pela criação da raça Golden Retriever.